# Marek Tarczyński
Marek Tarczyński (ur. 2 listopada 1938 w Toruniu, zm. 15 lutego 2023 w Warszawie) – polski historyk wojskowości, pułkownik Wojska Polskiego w stanie spoczynku, doktor nauk historycznych, wieloletni redaktor naczelny „Wojskowego Przeglądu Historycznego”, współzałożyciel Niezależnego Komitetu Historycznego Badania Zbrodni Katyńskiej i Polskiej Fundacji Katyńskiej.

## Życiorys
Studiował na Wydziale Historii Wojskowej Akademii Politycznej (WAP), gdzie w 1976 roku uzyskał stopień doktora nauk historycznych ze specjalnością historia wojskowa. Początkowo pracownik naukowy Wojskowej Akademii Politycznej, od 1977 roku w redakcji „Wojskowego Przeglądu Historycznego” (od 1985 roku redaktor naczelny). Publikował prace poświęcone historii powstania listopadowego (Generalicja powstania listopadowego, 1980), wojny polsko-bolszewickiej (Cud nad Wisłą: bitwa warszawska 1920, 1990) oraz prace naukowe poświęcone zbrodni katyńskiej. Pełnił funkcję kierownika zespołu, który przygotował opracowanie Katyń. Księga Cmentarna Polskiego Cmentarza Wojennego (2000). Od 1990 roku prowadził prace nad dokumentacją Bitwy Warszawskiej. Od 1992 roku redaktor „Zeszytów Katyńskich”, serii wydawniczej publikowanej przez Niezależny Komitet Historyczny Badania Zbrodni Katyńskiej i Polską Fundację Katyńską. W latach 1998–2001 pełnił funkcję dyrektora Departamentu Społeczno-Wychowawczego MON. Od 2001 roku w stanie spoczynku, członek Rady Naukowej „Przeglądu Historyczno-Wojskowego”.

## Działalność społeczna
W październiku 1989 roku współzałożyciel Komitetu Historycznego Badania Zbrodni Katyńskiej (w lutym 1990 roku przemianowanego na Niezależny Komitet Historyczny Badania Zbrodni Katyńskiej). Był prezesem Społecznego Zarządu Wojskowego Funduszu na rzecz Pamięci Pomordowanych Żołnierzy WP, powołanego 22 stycznia 1990 roku w Wojsku Polskim. Współzałożyciel Polskiej Fundacji Katyńskiej i sekretarz Rady Fundacji. W latach 1992–1996 członek Rady Ochrony Pamięci Walk i Męczeństwa.

## Publikacje książkowe
- Generalicja powstania listopadowego (1980)
- Krach blitzkriegu (1982)
- Franciszek Żymirski: generał zapomniany (1988)
- Cud nad Wisłą. Bitwa Warszawska 1920 (1990)
- Bitwa warszawska 13–28 VIII 1920: dokumenty operacyjne. Cz. 1 (13–17 VIII) (1995)
- Bitwa warszawska 13–28 VIII 1920: dokumenty operacyjne. Cz. 2 (17–28 VIII) (1996)
- Bitwa niemeńska 29 VIII–18 X 1920: dokumenty operacyjne. Cz. 1 (29 VIII–19 IX) (1998)
- Bitwa niemeńska 29 VIII–18 X 1920: dokumenty operacyjne. Cz. 2 (20 IX–18 X) (1999)
- Bitwa Lwowska 25 VII–18 X 1920: dokumenty operacyjne. Cz. 2 (6-20 VIII) (2004)
- Bitwa Lwowska i Zamojska 25 VII–18 X 1920: dokumenty operacyjne. Cz. 3 (21 VIII–4 IX 1920) (2009)